# Xanthochorema johnwardi
Xanthochorema johnwardi là một loài Trichoptera thuộc họ Hydrobiosidae. Chúng phân bố ở miền Australasia.